# Brachydesmus styricus
Brachydesmus styricus är en mångfotingart som beskrevs av Karl Wilhelm Verhoeff 1899. Brachydesmus styricus ingår i släktet Brachydesmus och familjen plattdubbelfotingar. Inga underarter finns listade i Catalogue of Life.